# Паршиков (хутор)
Па́ршиков — хутор в Цимлянском районе Ростовской области.
Входит в состав Маркинского сельского поселения.

## География
Хутор Паршиков расположен на реке Кумшак примерно в 17 км к северо-западу от города Цимлянска. Через хутор проходит автодорога «Морозовск — Цимлянск». У восточной границы хутора проходит железнодорожная линия Куберле — Морозовск. Ближайшие населённые пункты — станица Кумшацкая и хутор Великанов.

## История
Основан хутор был в 1812 году казаком Паршиковым для освоения кавказских земель и степей.

## Население
| 2010 | 2019 |
| ---- | ---- |
| 869  | ↘850 |

## Улицы
На хуторе 12 улиц:
| - Заречная улица - Казачья улица - Майский переулок - улица Мира | - Молодёжная улица - Московская улица - Производственная улица - Солнечная улица | - Спортивная улица - Степная улица - Цветочная улица - Центральная улица |

## Инфраструктура
Имеется общеобразовательная школа.